# خلیفه عبدالله
خلیفه عبدالله (انگلیسی: Khalifa Abdullah؛ زادهٔ ۲۰ فوریهٔ ۱۹۹۱) ورزشکار فوتبال اهل امارات متحده عربی است.